# コットンクラブ (映画)
『コットンクラブ』（The Cotton Club）は、1984年のアメリカ合衆国の犯罪映画。
監督はフランシス・フォード・コッポラ（クレジットはフランシス・コッポラ）、出演はリチャード・ギアとグレゴリー・ハインズなど。
1920年代から1930年代にかけてニューヨークハーレム地区に実在した高級ナイトクラブ「コットン・クラブ」を舞台に、華やかなショーやマフィアの覇権争いなどを、実在の人物を交えて描いたフィクションである。

## ストーリー
ギャングがマシンガンを撃つ禁酒法時代のニューヨーク（1920年代）。マンハッタンのハーレムにあるコットンクラブは、従業員とダンサーは黒人だが、客は正装した白人に限られる高級ナイトクラブだった。クラブのオーナーであるオウニーとフレンチーは、暗黒街の黒幕的存在で、ギャングたちを牛耳っていた。
ギャングのボスであるダッチは、ハーレムで襲撃を受け、コルネット奏者兼ピアニストのディキシー・ドワイヤー（リチャード・ギア）に命を救われた。ディキシーは巻き添えを食った歌手のベラ（ダイアン・レイン）に一目ぼれするが、ベラはダッチの愛人になる。ベラには、ブロードウェイに自分のナイトクラブを持つという野心があったのだ。ディキシーは、ダッチに顎で使われる立場に嫌気がさし、脱却の機会を窺う。
若手の黒人タップダンサーであるサンドマン（グレゴリー・ハインズ）は、兄のクレイとコンビでコットンクラブのオーディションを受け、合格する。サンドマンは兄との対立や、混血の歌手ライラとの恋に悩みつつ、コットンクラブでの人気を確実なものとして行く。
ディキシーはコットンクラブのオーナーであるオウニーの口利きで、ハリウッドのギャング映画に出演し、スターになる。だが、ディキシーの弟のヴィンセント（ニコラス・ケイジ）は、暗黒街での成り上がりを目指し、フレンチーの誘拐を企てた揚句に射殺される。
大恐慌による不景気の時代がきても、コットンクラブは相変わらずの賑わいだった。トップダンサーとなったサンドマンは、舞台で華麗なタップを踏んでいる。同じ頃、ギャング同士の抗争からダッチが射殺された。ディキシーは、愛人関係から解放されたベラと共にハリウッドへと旅立った。

## キャスト
ディキシー・ドワイヤー
演 - リチャード・ギア
コルネット奏者でジャズピアニストの青年。ダッチの命を救ったことで目をかけられる。
ビックス・バイダーベック（1903年-1931年）をモチーフにしたキャラクター。
サンドマン（デルバート）・ウィリアムズ
演 - グレゴリー・ハインズ
コットン・クラブのオーディションに受かったタップダンサー。ライラに一目惚れする。
ベラ・シセロ
演 - ダイアン・レイン
歌手。まだ10代だが大人びた容姿を武器に自分の店を持つことを目指している。
ライラ・ローズ・オリヴァー
演 - ロネット・マッキー
父親が黒人で母親が白人の歌手。肌が白いので白人にも見える。
ジャズ歌手で女優のレナ・ホーン（1917年-2010年）をモチーフにしたキャラクター。
オウニー・マドゥン（実在の人物）
演 - ボブ・ホスキンス
コットン・クラブの経営者で暗黒街のドン。アイルランド系。
ダッチ・シュルツ（実在の人物）
演 - ジェームズ・レマー
凶暴な性格のギャングのボス。本名アーサー・フレゲンハイマー。ユダヤ系。
ヴィンス・ドワイヤー
演 - ニコラス・ケイジ
ディキシーの弟。成り上がり志向が強く、ディキシーがダッチの命を救ったことをきっかけにダッチの用心棒になる。
マッド・ドッグ・コール（1908年-1932年）をモチーフにしたキャラクター。
アッバダッバ・バーマン（実在の人物）
演 - アレン・ガーフィールド
ダッチの部下。
フレンチー・デマンジ（実在の人物）
演 - フレッド・グウィン
マドゥンの相棒。
ティシュ・ドワイヤー
演 - グウェン・ヴァードン
ディキシー、ヴィンス兄弟の母。
フランシス・フレゲンハイマー
演 - リサ・ジェーン・パースキー
ダッチの妻。
クレイ・ウィリアムズ
演 - モーリス・ハインズ（グレゴリー・ハインズの実兄）
サンドマンの兄でタップダンスのパートナー。
ソル・ワインスタイン
演 - ジュリアン・ベック
ダッチの忠実な部下。
バンピー・ローズ
演 - ローレンス・フィッシュバーン
黒人マフィアのボス。
バンピー・ジョンソン（1905年-1968年）をモチーフにしたキャラクター。
アーヴィング・スターク
演 - トム・ウェイツ
コットン・クラブのスタッフ。サンドマンにオーディション合格を告げる。
パッツィ・ドワイヤー
演 - ジェニファー・グレイ
ヴィンスの妻。
キャブ・キャロウェイ（実在の人物）
演 - ラリー・マーシャル
黒人ジャズ歌手。コットン・クラブでパフォーマンスを見せる。
グロリア・スワンソン（実在の人物）
演 - ダイアン・ヴェノーラ
ハリウッドの大女優。ディキシーに映画俳優になることを勧める。
他にもデューク・エリントン、チャールズ・チャップリン、ジェームズ・キャグニー、ファニー・ブライスが実名で登場する。

## 日本語吹替
| 役名                               | 俳優                         | 日本語吹替           | 日本語吹替                          |
| 役名                               | 俳優                         | ソフト版             | TBS版                               |
| ---------------------------------- | ---------------------------- | -------------------- | ----------------------------------- |
| ディキシー・ドワイヤー             | リチャード・ギア             | 速水奨               | 津嘉山正種                          |
| サンドマン・ウィリアムズ           | グレゴリー・ハインズ         | 檀臣幸               | 内海賢二                            |
| ベラ・シセロ                       | ダイアン・レイン             | 伊藤美紀             | 島本須美                            |
| ライラ・ローズ・オリヴァー         | ロネット・マッキー           | 佐藤ゆうこ           | 横尾まり                            |
| オウニー・マドゥン                 | ボブ・ホスキンス             | 壌晴彦               | 富田耕生                            |
| ダッチ・シュルツ                   | ジェームズ・レマー           | 中博史               | 池田勝                              |
| ヴィンス・ドワイヤー               | ニコラス・ケイジ             | 相沢正輝             | 大塚明夫                            |
| フレンチー・デマンジ               | フレッド・グウィン           | 長島雄一             | 大木民夫                            |
| バンピー・ローズ                   | ローレンス・フィッシュバーン | 山野井仁             | 沢木郁也                            |
| アーヴィング・スターク             | トム・ウェイツ               |                      | 塚田正昭                            |
| アッバダッバ・バーマン             | アレン・ガーフィールド       | 柳沢栄治             | 増岡弘                              |
| クレイ・ウィリアムズ               | モーリス・ハインズ           | 天田益男             | 島香裕                              |
| チャールズ・"ラッキー"・ルチアーノ | ジョー・ダレッサンドロ       |                      | 小関一                              |
| ソル・ワインスタイン               | ジュリアン・ベック           |                      | 石森達幸                            |
| ティシュ・ドワイヤー               | グウェン・ヴァードン         | 五十嵐麗             |                                     |
| ジョー・フリン                     | ジョン・P・ライアン          | 河相智哉             | 飯塚昭三                            |
| モンク                             | エド・オロス                 | 天田益男             | 小関一                              |
| エド・ポプケ                       | グレン・ウィズロウ           | 吉田孝               |                                     |
| ノーマ・ウィリアムス               | セルマ・カーペンター         | 吉岡久仁子           |                                     |
| マイク・ベスト                     | ロン・カタバトス             | 乃村健次             |                                     |
| マイク・コッポラ                   | スティーブ・ヴィグナリ       |                      | 秋元羊介                            |
| マダム・サンクレア                 | ノヴェラ・ネルソン           |                      | 片岡富枝                            |
| その他又は役不明                   |                              | 村竹あおい           | 火野カチコ 関俊彦                   |
|                                    |                              |                      |                                     |
| 演出                               |                              | 田島荘三             | 山田悦司                            |
| 翻訳                               |                              | 飯田公代             | 宇津木道子                          |
| プロデューサー                     |                              |                      | 上田正人 (TBS)                      |
| 制作                               |                              | コスモプロモーション | 東北新社 TBS                        |
| 初回放送                           |                              |                      | 1988年11月22日 『火曜ロードショー』 |

## 作品の評価
Rotten Tomatoesによれば、批評家の一致した見解は「エネルギッシュで記憶に残る役者たちが勢揃いした『コットンクラブ』は、その視覚的および音楽的な力強さで楽しませてくれるが、プロットは儀礼的な拍手喝采を集めるだけに終わっている。」であり、29件の評論のうち高評価は76%にあたる22件で、平均点は10点満点中6.46点となっている。
Metacriticによれば、14件の評論のうち、高評価は8件、賛否混在は6件、低評価はなく、平均点は100点満点中68点となっている。